# Philippus de Caserta
Philippus de Caserta, auch Philipoctus oder Filipoctus (Lebensdaten unbekannt; spätes 14. Jahrhundert) war ein mittelalterlicher Musiktheoretiker und Komponist. Sein Name wird mit dem Kompositionsstil der Ars subtilior in Verbindung gebracht.

## Leben
Von Philippus ist bekannt, dass er in den 1370er Jahren am päpstlichen Hof von Avignon tätig war. Seine Ballade Par les bons Gedeons preist den Gegenpapst Clemens VII. Die meisten seiner überlieferten Werke sind Balladen; ihm wurde auch ein Rondeau und vor kurzem auch ein Credo zugeschrieben. Seine Ballade En attendant souffrir schrieb er für Bernabò Visconti, sichtbar an der Einbindung von Vicsontis Motto in der Oberstimme. Zwei Stücke von Caserta En remirant und De ma dolour verwenden Textfragmente aus Chansons des bekanntesten Komponisten des 14. Jahrhunderts, Guillaume de Machaut. Casertas Werk wurden auch Passagen entliehen, so zum Beispiel von Johannes Ciconia für dessen virelai Sus une fontayne.
Neben vier weiteren theoretischen Schriften wurde Caserta auch der Tractatus de diversis figuris per quas diversimode discantatur per aliquas regulas non sequentes modum tenoris, sed alterius temporis zugeschrieben.

## Werke
Seine Stücke sind ausschließlich für drei Sänger komponiert worden.
Balladen
- De ma dolour
- En attendant souffrir
- En remirant vo douce pourtraiture
- Il n’est nulz homs
- Par le grant senz
- Par les bons Gedeons

Andere
- Credo
- Rondeau Espoir dont tu m’as fayt (Zuschreibung umstritten)